# 沃爾斯克羅辛 (喬治亞州)
沃爾斯克羅辛（英語：Walls Crossroads）是位於美國喬治亞州施萊縣的一個非建制地區。該地的面積和人口皆未知。

## 地理
沃爾斯克羅辛的座標為32°15′14″N 84°22′14″W / 32.25389°N 84.37056°W，而該地的平均海拔高度為176米（即577英尺）。